# Stanislav Rovný
Stanislav Rovný (* 29. prosince 1952, Saky, Československo) je český pomocný režisér a umělecký kovář.

## Biografie
Vystudoval SPŠ hutní v Kladně jako hutní technik a projektant. Krátce pracoval na Barrandově jako pomocný režisér, přišel zde ale k úrazu a proto tohoto zaměstnání ponechal a začal se věnovat kovářství. V roce 2000 se vrátil ke kovářství, které se stalo jeho hlavní zálibou. Svou dílnu má v Sakách na Kladensku kde působí i dnes. Své znalosti v kovařství předává dalším generacím coby odborný učitel na Zvíkovské střední škole umělecký řemesel.

## Kariéra

### Filmografie
Od roku 1983 se živí jako externí zaměstnanec v KF. V roce 1986 a 1996 působil jako pomocný režisér na Barrandově a natočil i několik filmů. V některých si dokonce i sám zahrál.

#### Herec
- Hauři-1987

#### Asistent režie
- Přetržený výkřik - 1993
- Evropa tančila valčík - 1989
- Něžný barbar
- Hauři - 1989

#### Pomocná režie
- Jak si zasloužit princeznu
- Historky od krbu - 1994
- Dědictví aneb Kurvahošigutntag - 1992
- Postel
- Pevnost
- Kačenka a strašidla
- Kačenka a zase ta strašidla
- Holčičky na život a na smrt

### Kovářství
K jeho nejznámějším železným výtvorů patří Ozdoby v Týnském chrámu v Praze ale také v Jindřichově Hradci na kašně. Dále Větrní kohouti, Dýky z damascenské oceli a kůže nebo Růže z oceli (svou první věnoval Věře Chytilové). O jeho výtvory mají zájem i v zahraničí.